# Fritz Baer (Maler)
Fritz Baer, eigentlich Friedrich August Baer, (* 18. August 1850 in München; † 20. Februar 1919 in Pasing bei München) war ein deutscher Maler.

## Familie und Ausbildung
Baer war der ältere Sohn des Juristen, königlich-sächsischen Kommissionsrats und herzoglichen Hofrats in München, Friedrich Baer (1811–1893), und dessen zweiter Ehefrau, Theodore, geborene Ploch (1830–1877). Er besuchte drei Jahre die protestantische Schule in München und wechselte 1860 zum Maximiliansgymnasium, in das auch sein jüngerer Bruder Ludwig (* 1851) ein Jahr später eintrat. 1868 legte er erfolgreich die Abiturprüfung ab. Anschließend studierte er Rechtswissenschaften an der Universität München und bestand 1872 das 1. sowie – nach dem Referendariat in Rosenheim (Oberbayern) – 1875 das 2. Staatsexamen, unterbrochen durch den Militärdienst als Einjährig-Freiwilliger. Während des Deutsch-Französischen Krieges 1870/71 diente er als Leutnant beim 12. Infanterieregiment in Ulm und war von Dezember 1871 bis April 1872 zur Wachmannschaft im Zuchthaus Kaisheim bei Augsburg abkommandiert.
Im Oktober 1890 heiratete er seine österreichische Schülerin Carola von Mathes, Tochter des in Salzburg tätigen k.u.k. Hofrats und Gerichtspräsidenten Karl Ritter von Mathes, und bezog mit ihr eine Wohnung in der Münchner Theresienstraße. 1891 wurde der Sohn Fritz Carl geboren, der sich später als Architekt einen Namen machte († 1981); 1892 folgte die Tochter Carola. 1893 zog die Familie nach Pasing bei München um, wo 1895 die zweite Tochter, Thedore, geboren wurde. Baer erwarb für sich und seine Familie 1899 das Heimat- und Bürgerrecht in Pasing, das erst 1938 zu München eingemeindet wurde. Er engagierte sich auch politisch, wurde Mitglied und 2. Vorsitzender des Gemeindekollegiums (2. Bürgermeister), war zeitweise Gewerberichter und führte mehrere Jahre den Vorsitz im Pasinger „Liberalen Verein“. 1901 zog die Familie in ein eigenes Haus in der I. Apfelallee – später in Rembrandtstraße umbenannt – in der westlichen Pasinger Villenkolonie um. Das von einem Garten umgebene, villenartig freistehende Gebäude Rembrandtstraße 6 enthielt auch die Ateliers von Fritz und Carola Baer. Das Haus blieb von den Zerstörungen des Zweiten Weltkriegs und der Abrisswut der Nachkriegszeit verschont und ist bis heute in Familienbesitz. 1902 erwarb Baer ein Sommerhaus in Lähn in Tirol, das er bereits 1910 wegen einer in unmittelbarer Nähe neu verlegten Eisenbahntrasse wieder – zugunsten des Erwerbs einer Mühle in Berwang in Tirol – verkaufte.
Baer war befreundet mit den Malern Richard von Poschinger (1839–1915), Richard Riemerschmid (1868–1957) und Rudolf Riemerschmid (1873–1953) und Victor Weishaupt (1848–1905) und stand in freundschaftlichem Kontakt zu Wilhelm Leibl (1844–1900) und Franz Marc (1880–1916). Er verstarb 1919 nach einjähriger Krebserkrankung in seinem Pasinger Haus. Carola Baer-Mathes lehrte noch um 1930 an der Schule des Münchner Künstlerinnenvereins, gehörte dem „Verband Pasinger und Obermenzinger Künstler“ an und war als Landschafterin unter anderem auch in der Umgebung von Dachau tätig. Sie verstarb in der Nacht vom 8. auf den 9. September 1940. Beider Grab ist auf dem Münchner Nordfriedhof erhalten. Die Psychoanalytikerinnen Gertrud Wendl-Kempmann († 2013) und Thea Bauriedl sind Enkelinnen des Malers.

## Künstlerische Tätigkeit
Nachdem seine zeichnerische Begabung schon während der Schulzeit aufgefallen war, beschäftigte sich Baer auch im Verlauf des Jurastudiums und während des Referendariats in Rosenheim mit Skizzen nach der Natur. Schließlich wandte er sich – unter dem Eindruck des von starken Natureindrücken geprägten Werks von Eduard Schleich (1809–1883) – ganz der Malerei zu, bildete sich jedoch weitgehend autodidaktisch. Anregungen erhielt er durch den Maler Adolf Lier (1826–1882) und durch dessen Schüler Hermann Baisch (1846–1894), der ihn für einige Monate auch in maltechnischer Hinsicht beriet. In der Umgebung von Polling bei Weilheim und im Dachauer Moos entstanden Kohlezeichnungen und Ölskizzen nach der Natur.
1876 wurde Baer Mitglied des Münchner Kunstvereins. 1877 war er mit einer Abendlandschaft bei der Wiener Jahresausstellung im Künstlerhaus, 1879 mit Vorfrühling und Herbstmorgen in der Münchner Jahresausstellung vertreten. Die Begegnung mit hier ausgestellten Werken der französischen Maler Gustave Courbet (1819–1877), Théodore Rousseau (1812–1867), Jean-François Millet (1814–1875) und anderer war entscheidend für seine weitere künstlerische Entwicklung. 1891 war Baer Mitbegründer des „Vereins für Original-Radirung“ in München und bis 1908 dessen erster Vorsitzender. Als sich 1892 eine Gruppe von über hundert Künstlern von der 1868 gegründeten „königlich privilegierten Münchner Künstlergenossenschaft“ trennte und ein Jahr später als „Münchener Secession“ in einem eigenen Gebäude auszustellte, verblieb er in der Münchner Künstler-Genossenschaft, übernahm bis 1894 die Redaktion ihres Anzeigers und wurde 1895 zu ihrem Vorsitzenden und zum Mitglied der Ausstellungsjury gewählt. 1896 schloss er sich der „Luitpold-Gruppe“ an und war 1907 bis 1919 deren Vorsitzender.
Um die Jahrhundertwende wandte sich Baer, der sich auch als Schriftsteller und Buchillustrator betätigte, in seiner Malerei thematisch vor allem der Hochgebirgslandschaft zu, die er anlässlich zahlreicher Studienaufenthalte in den bayrischen Alpen und ihrem Vorland kennenlernte. Seine eigenwillige malerische Auffassung stieß jedoch gelegentlich auf Unverständnis. Mit seinen Arbeiten war Baer regelmäßig in den Jahresausstellungen in Berlin und München vertreten, dazu in Ausstellungen in Bremen, Düsseldorf, Nürnberg und Wien. 1904 verlieh ihm Prinzregent Luitpold den Professoren-Titel, nachdem der Maler zuvor für seine künstlerischen Leistungen anlässlich von in Ausstellungen gezeigten Bildern in München (1894), in Berlin (1896), erneut in München (1901) und in Dresden (1904) mit Medaillen ausgezeichnet worden war. 1904 wurde ihm die Goldmedaille der Kunstausstellung der Weltausstellung in St. Louis, 1911 eine solche in Turin zuerkannt. Bereits zu Lebzeiten des Künstlers erwarben die Bayerischen Staatsgemäldesammlungen ein Gemälde Eiger im Wolkentanz; mehrere Arbeiten, darunter In den Liechtensteiner Bergen (1901/02), wurden in die USA verkauft. 1921 zeigte die Galerie Heinemann in München sechzehn seiner nachgelassenen Werke sowie 58 Arbeiten von Carola Baer-Mathes.

## Werkauswahl
Bremen, Kunsthalle: Vorfrühlingsabend (1892); Budapest, Kunstmuseum: Herbstabend nach dem Regen (1896); Dachau, Museumsverein: Großer Starnberger See (Dauerleihgabe); Darmstadt, Hessisches Landesmuseum: frühe Zeichnungen, 1875–78; München, Neue Pinakothek: Hochsommerabend im Dachauer Moos; Regnerischer Herbsttag im Dachauer Moos; Dorfweiher; Oberbayrische Landschaft; Starnberger See; München, Staatliche Graphische Sammlung: 33 Zeichnungen; München, Städtische Galerie im Lenbachhaus: Landschaft mit Weg; Abend im Walde; Abendstimmung; Landschaft; München, Stadtmuseum: Erntezeit; 2 Zeichnungen (1876); Nürnberg, Städtische Kunstsammlungen: Ausblick (1904); Seattle, USA, Charles and Emma Frye Collection: Wash Day (um 1880); Cattle in Landscape (um 1890); Landscape with Trees (um 1905); Landscape with Cattle (um 1905); Solothurn, Schweiz, Städtisches Museum: Herbstabend im Mühltal; Weimar, Kunstsammlungen: Sonnenuntergang im Priental (1894); Wuppertal, Von-der-Heydt-Museum: Morgenstimmung im Dachauer Moos (vor 1900); Abendstimmung".

## Schriften
Eigenhändiger Brief mit Unterschrift an Hyacinth Holland, München, 8. Januar 1893: München, Bayerische Staatsbibliothek [Hollandiana A1].

## Film
- Percy Adlon: Wolkenberge; mit Text von Fritz Carl Baer; gedreht: 1.–3. Mai 1975 für den Bayerischen Rundfunk.